# Joris Kramer
Pour les articles homonymes, voir Kramer.
Joris Kramer, né le 2 août 1996 à Heiloo aux Pays-Bas, est un footballeur néerlandais qui évolue au poste de défenseur central au Go Ahead Eagles.

## Biographie

### Débuts professionnels
Né à Heiloo aux Pays-Bas, Joris Kramer commence le football avec le club local du SV De Foresters avant d'être repéré par l'AZ Alkmaar, qu'il rejoint en 2009 à l'âge de 13 ans. Il fait toutefois ses débuts en professionnel en deuxième division néerlandaise avec le FC Dordrecht, où il est prêté lors de la saison 2016-2017, et joue son premier match lors de la première journée, le 5 août 2016 contre le FC Oss où il est titularisé (1-1 score final).
Il fait ensuite son retour à l'AZ et retrouve l'équipe réserve du club, le Jong AZ (en), étant titularisé lors de la première journée de la saison 2017-2018 de deuxième division néerlandaise le 18 août 2017, contre le FC Den Bosch. Son équipe l'emporte par deux buts à un.

### Prêts
Le 6 octobre 2020, Joris Kramer est prêté au SC Cambuur pour une saison.
Lors de l'été 2021, Joris Kramer est prêté par l'AZ au Go Ahead Eagles pour une saison. Le transfert est annoncé dès le 27 mai 2021.
Le 31 octobre 2021, Kramer inscrit son premier but pour les Eagles contre le Fortuna Sittard, en championnat. Titulaire, il voit son équipe menée de deux buts à la mi-temps, avant de remonter au score. Le défenseur marque de la tête le but vainqueur de son équipe sur un service de Philippe Rommens à la 89e minute de jeu (4-3 score final),.

### NEC Nimègue
Le 1er juillet 2022 Joris Kramer signe en faveur du NEC Nimègue pour un contrat de trois ans, soit jusqu'en juin 2025, plus une année supplémentaire en option.

### Go Ahead Eagles
Le 29 juin 2023, Joris Kramer fait son retour au Go Ahead Eagles, qu'il avait rejoint en prêt en 2020-2021. Il signe cette fois définitivement, pour un contrat de trois ans, soit jusqu'en juin 2026.
Le 4 novembre 2023, il marque contre le Vitesse Arnhem en championnat sur un service de Bobby Adekanye, permettant à son de s'imposer par cinq buts à un. Il s'agit de la première victoire de Go Ahead Eagles à domicile contre le Vitesse en 36 ans,. Le 26 mai 2024, Kramer se fait remarquer en inscrivant le but vainqueur de son équipe face au FC Utrecht dans les prolongations sur un service de Philippe Rommens (1-2 score final), lors d'un match de barrage permettant à son équipe de se qualifier pour les tours de qualifications de la Ligue Conférence 2024-2025.

## Palmarès
Go Ahead Eagles
- Coupe des Pays-Bas (1) :
  - Vainqueur en 2025[14],[15]